# روث سميث لويد
روث سميث لويد (بالإنجليزية: Ruth Smith Lloyd)‏ (17 يناير، 1917 - 5 فبراير، 1995) كانت عالمة من القرن العشرين ركَّزت بحوثها على الخصوبة، وعلى العلاقة بين الهرمونات والنمو، والدورة الجنسية الأنثوية. حصلت على شهادة الدكتوراه في التشريح من جامعة كيس ويسترن ريسرف عام 1941، مما جعلها أول أمريكية أفريقية تحقق هذا الإنجاز. عملت لويد في كلية الطب في جامعة كامبردج من 1942 حتى 1977. تزوجت من الطبيب ستيرلينغ موريسون لويد عام 1939، وكان لديهم ثلاثة أطفال: مارلين، وستيرلينفغ، ودَيفيد. تُوفِّيت إثر إصابتها بالسرطان عام 1995.

## التعليم والحياة المبكرة
وُلدت سميث في واشنطن العاصمة في 17 يناير،1917. كانت والدتها ماري إليزابيث (موريس) سميث، موظفة في وزارة الخزانة الأمريكية، ووالدها برادلي دونالد سميث، حمَّال في عربات النوم. كانت لديها شقيقتان هما هيلدا بي، وإم أُتواينر. وكانت الطفل الأصغر. التحقت بثانوية دونبار المرموقة، الخاصَّة تاريخياً بالسود.
التحقت بكلية ماونت هوليوك، التي كانت آنذاك مؤسسة تتمثل غالبيتها بالبِيض. وبحسب ما ورد كان اختيارها للكلية متأثراً بتجربة صهرها، ويليام مونتغيو كوب، زوج هيلدا. وفي عام 1937حصلت لويد على بكالوريوس في الآداب مع مرتبة الشرف، في تخصص علم الحيوان.
من عام 1937 حتى عام 1938، درست لويد في جامعة هوارد للحصول على درجة الماجستير في علم الحيوان بعد حصولها على منحة، بإشراف إرنست إيفرت جست. كانت ترغب في أن تصبح معلمة في المدرسة، ولكن تَمَّ تشجيعها على إكمال دراستها. حصلت لويد على منحة من مؤسسة روزنوالد وأجرت دراسات الدكتوراه تحت إشراف بوريس روبنستين في جامعة كيس ويسترن ريسرف في مدينة كليفلاند، أوهايو. حيث درست خصوبة قِرَدة المكَّاك، وأصبحت بذلك أول أمريكية أفريقية تحصل على دكتوراه في الترشيح بأطروحتها، فترة المراهقة عند قردة المكَّاك (مكَّاك ريسوسي) في 1941.

## الحياة المهنية
دَرَّست لويد في معهد هامتون في فيرجينيا منذ عام1941 حتى عام 1942، وانتقلت بعد ذلك إلى كلية الطب في جامعة هوارد في عام 1942. ظلت لويد تعمل في هوارد حتى تقاعدت عام 1977. حيث كانت تُدريس علم وظائف الأعضاء والتشريح، ووصلت إلى درجة أستاذ مشارك في 1955. كانت مجالات بحثها تتضمن علم الغدد الصَمَّاء، والهرمونات المتعلقة بالجنس، والجينات الطبية. وترأست لويد لجنة الجامعة المختصة بتوجيه الطلاب وكانت أيضا مديرة برنامج التعزيز الأكاديمي. منذ عام 1947، كان قسم التشريح الذي عملت فيه يترأسه وليام مونتغيو كوب.
كانت عضوا في الجمعية العلمية الفخرية التابعة لسيجما كاي وفي الرابطة الأمريكية لخبراء التشريح.

## الحياة الشخصية
تزوجت روث سميث من ستيرلينغ موريسون لويد في 30 ديسمبر، 1939. حيث كان طبيبا تخرج من جامعة هاورد أيضا، وتوفي عام 1980. كان لدى لويد ثلاثة أطفال وثمانية أحفاد. وبعد تقاعدها، أصبحت نشطة في كنيسة الموحدين لكل الأرواح، وكان لها دورا في إنشاء المتحف الوطني للنساء في الفنون عام 1987، وكانت عضوا في المنظمة الاجتماعية والخدمية، صديقات.
توفيت لويد في منزلها في واشنطن إثر الإصابة بالسرطان في 5 فبراير، 1995.